# Бретеа (Бистрица-Насауд)
Бретеа (рум. Bretea) насеље је у Румунији у округу Бистрица-Насауд у општини Шиеу-Одорхеј. Oпштина се налази на надморској висини од 321 m.

## Становништво
Према подацима из 2002. године у насељу је живело 220 становника.

### Попис2002.
| Расподела становништва по националности 2002.‍ | Расподела становништва по националности 2002.‍ | Расподела становништва по националности 2002.‍ | Расподела становништва по националности 2002.‍ | Расподела становништва по националности 2002.‍ |
| --------------------------------------------- | --------------------------------------------- | --------------------------------------------- | --------------------------------------------- | --------------------------------------------- |
|                                               |                                               |                                               |                                               |                                               |
| Румуни                                        | Румуни                                        |                                               | 54                                            | 24,7%                                         |
| Мађари                                        | Мађари                                        |                                               | 165                                           | 75,3%                                         |